# 고딕 메탈

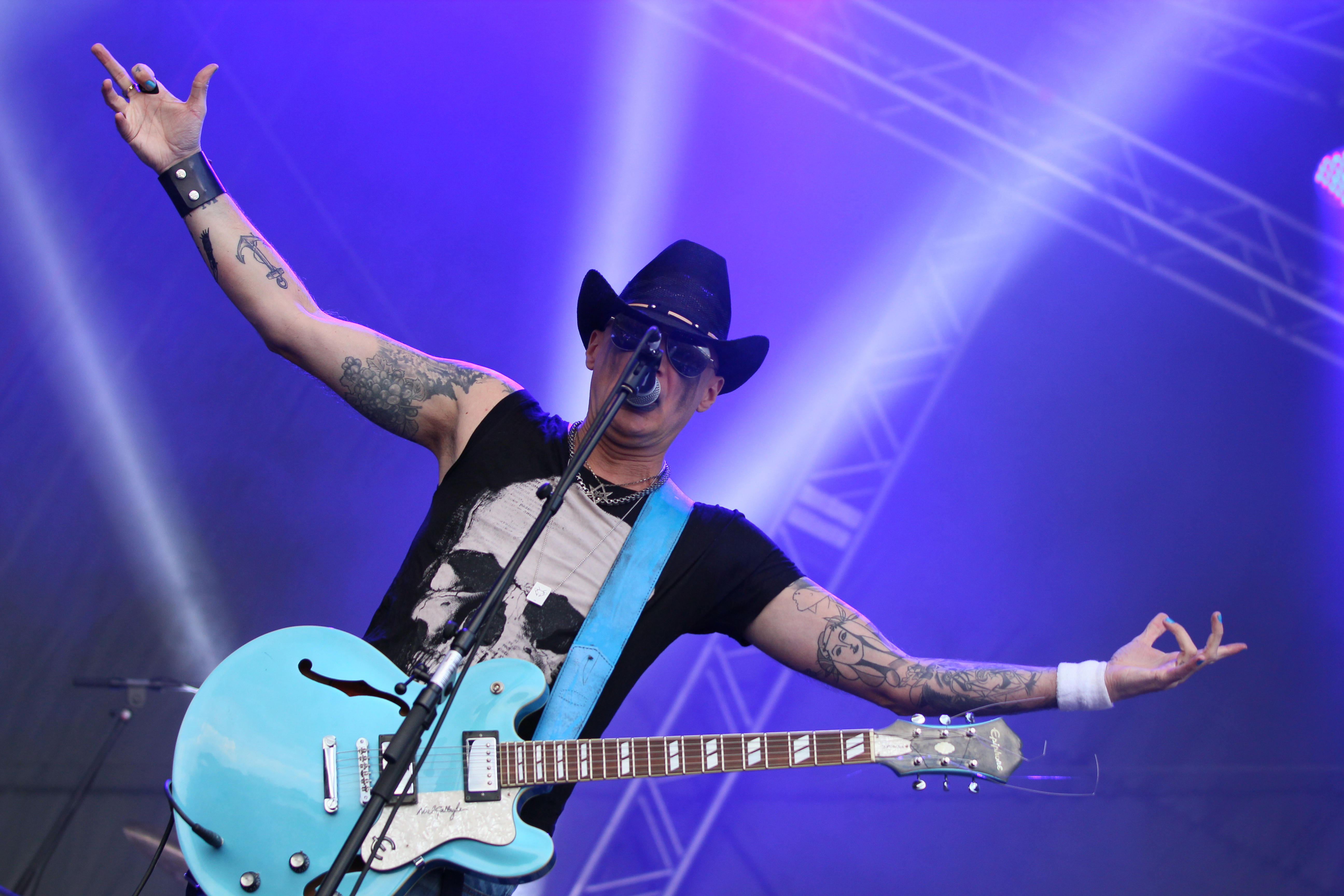

고딕 메탈(영어: gothic metal, goth metal)은 둠 메탈의 무거움과 고딕 록의 침침한 우울함을 합쳐 놓은, 헤비 메탈 음악의 하위 장르이다. 이 장르는 데스 메탈과 둠 메탈을 섞어 놓은 데스/둠의 성장과 더불어 1990년대 초 유럽이 기원이다.

## 같이 보기
- 고스 (하위문화)
- 고딕 록